# Florian Thomas (Eishockeyspieler)
Florian Thomas (* 27. Mai 1991 in Schongau) ist ein deutscher Eishockeyspieler, der zuletzt beim ESV Kaufbeuren in der DEL2 auf der Position des Stürmers spielte.

## Karriere
Thomas durchlief zunächst alle Jugendabteilungen des ESV Kaufbeuren, bevor er 2009 zur DNL-Mannschaft des SC Riessersee wechselte. Nach einem Jahr unter der Alpspitze wechselte Thomas zur Saison 2009/10 zum EC Peiting in die Oberliga. Dort spielte er die kommenden zwei Spielzeiten sowohl in der Oberliga- sowie auch in der Juniorenmannschaft. Die Saison 2011/12 war Thomas bisher stärkste Saison und konnte in 40 Oberligapartien 41 Scorerpunkte verbuchen.

Im Mai 2012 wurde bekannt, dass Thomas zum SC Riessersee aus der 2. Eishockey-Bundesliga wechselt. Nach zwei Saisons unter der Alpspitze unterschrieb Thomas beim DEL2-Konkurrenten ESV Kaufbeuren, da er beim SC Riessersee keine Perspektive mehr für sich sah und eine neue Herausforderung suchte.
Insgesamt absolvierte er neun Spielzeiten für den ESVK, in denen er über 480 DEL2-Partien absolvierte.

## Karrierestatistik
(Legende zur Spielerstatistik: Sp oder GP = absolvierte Spiele; T oder G = erzielte Tore; V oder A = erzielte Assists; Pkt oder Pts = erzielte Scorerpunkte; SM oder PIM = erhaltene Strafminuten; +/− = Plus/Minus-Bilanz; PP = erzielte Überzahltore; SH = erzielte Unterzahltore; GW = erzielte Siegtore; 1 Play-downs/Relegation; Kursiv: Statistik nicht vollständig)